# The Last Hero
The Last Hero ist das fünfte Studioalbum der US-amerikanischen Rockband Alter Bridge. Das Album erschien am 7. Oktober 2016 über Napalm Records. In Nordamerika wurde das Album über Alter Bridges Vanity Label Caroline Records veröffentlicht.

## Entstehung
Anfang 2015 verkündete die Band, dass sie in dem Jahr keine Konzerte spielen werden. Gitarrist Mark Tremonti nutzte die Zeit und veröffentlichte das dritte Album Dust seiner Soloband Tremonti während Sänger Myles Kennedy mit dem Gitarristen Slash tourte. Parallel dazu sammelten Tremonti und Kennedy getrennt Ideen für das nächste Album von Alter Bridge. Später setzten sich beide zusammen und arbeiteten an den Ergebnissen weiter. Im Januar 2016 begannen die Aufnahmen für das Album im Studio Barbarosa in Orlando. 
Produziert und gemischt wurde das Album erneut von Michael „Elvis“ Baskette. mit dem Alter Bridge bereits die Alben Blackbird, AB III und Fortress aufnahmen. Die Aufnahmen dauerten bis April 2016. Das Mastering übernahm Ted Jensen. Anfang Juni 2016 unterzeichneten Alter Bridge einen Vertrag mit dem österreichischen Plattenlabel Napalm Records, der für alle Territorien exklusive Nordamerika gilt. Für das Lied Show Me a Leader wurde ein Musikvideo gedreht. Die limitierte Version des Albums enthält als Bonus das Lied Last of Our Kind. 

## Hintergrund
Der Albumtitel bezieht sich auf ein Grundthema, das sich durch die Texte des Albums zieht. Laut Myles Kennedy handeln die Texte von Helden bzw. dem Mangel an Helden. Er und seine Bandkollegen sind der Meinung, dass die Gesellschaft mehr moderne Helden bräuchte. The Last Hero wäre aber kein Konzeptalbum. Kennedy spielte zwar mit dem Gedanken, ein solches zu machen. Er verwarf diese Pläne allerdings, da er sonst einige Lieder nicht auf dem Album berücksichtigen könnte, die die Band aber unbedingt auf dem Album haben wollte.
Die Inspiration für das Heldenthema holte sich Kennedy bei den Werken von Joseph Campbell, insbesondere durch die Fernsehserie Joseph Campbell and the Power of Myth.  Als Beispiel für einen modernen Helden nannte Kennedy den US-amerikanischen Pastor und Bürgerrechtler Martin Luther King. Einen politischen Hintergrund verneinte Kennedy. Vielmehr würde es um eine Reflexion der Gegenwart und die Frustration der Menschen mit dem gesamten System gehen.
Zwei Lieder weichen vom Grundthema des Albums ab. My Champion handelt davon, dass Kennedy als Jugendlicher recht kleingewachsen war, was bei ihm vielfach zu Frustrationen führte. Seine Eltern und Lehrer gaben ihm daraufhin viele Ratschläge, wie er mit dieser Situation umgehen sollte. Kennedy verarbeitete diese Ratschläge in einen Songtext. Cradle to the Grave befasst sich mit dem Verlust der Eltern.

## Rezeption

### Rezensionen
Laut Katrin Riedl vom deutschen Magazin Metal Hammer „perfektionieren Alter Bridge die Balance zwischen eingängigem Hit-Songwriting und harter Basis“. Die Band hat „keine ihrer Kompetenzen eingebüßt, sondern ihren Klangkosmos gekonnt und glaubhaft erweitert“, wofür sie sechs von sieben Punkten vergab.
Ingo Nentwig vom Onlinemagazin Metalnews.de bezeichnete The Last Hero als „weitere zeitlose Perle des Alternative Rock“. Es gibt „keinerlei Zeichen von Ermüdung“ und die Band „scheint noch mehr Feuer entwickelt zu haben“, wofür Nentweig ebenfalls sechs von sieben Punkten vergab.
Kritischer sah Felix Mildner vom Onlinemagazin Plattentests.de das Album. Er bezeichnete das Werk als „Retorten-Rock, der zwar gut gedacht und gut gemacht ist“. Allerdings wären „wirkliche Höhepunkte kaum auszumachen und etwas mehr Experimentierfreunde im Songwriting hätten keineswegs geschadet“. Mildner bewertete das Album mit vier von zehn Punkten.
Ähnlich zwiegespalten betrachtete auch David Hune vom SLAM alternative music magazine das Album, das zwar nicht unbedingt schwach sei, jedoch auch nicht an die Qualität der vorherigen Veröffentlichungen herankäme. Maßgeblicher Faktor sei hierbei vor allem die „fehlende Eingängigkeit“ der einzelnen Stücke.

### Chartplatzierungen
The Last Hero stieg auf Platz acht der US-amerikanischen Albumcharts ein. Die höchste Chartplatzierung erreichte das Album im Vereinigten Königreich mit Platz drei. Platz fünf erreichte das Album in Deutschland und der Schweiz, während es in Österreich und Australien Platz acht belegte. Weitere Platzierungen unter den ersten Zehn erlangte The Last Hero in Italien mit Platz acht und in den Niederlanden mit Platz zehn.

### Auszeichnungen
Bei den Loudwire Music Awards wurden Alter Bridge als beste Rockband und The Last Hero als bestes Rock-Album des Jahres ausgezeichnet. Show Me a Leader erhielt darüber hinaus noch eine Auszeichnung als bester Rocksong.